# Neochera bhawana
Neochera bhawana là một loài bướm đêm trong họ Erebidae.